# Michel Koning
Michel Koning (* 1. Mai 1984 in Purmerend) ist ein ehemaliger niederländischer Tennisspieler. Er gewann 2002 den Juniorentitel im Doppel der US Open.

## Karriere
Koning spielte bis 2002 auf der ITF Junior Tour. In der Jugend-Rangliste erreichte er mit Rang 14 im Einzel seine höchste Notierung, nachdem er in Wimbledon das Viertelfinale erreicht hatte, wo er Todd Reid unterlag. Das beste Resultat bei Grand-Slam-Turnieren im Doppel war mit Bas van der Valk der Titelgewinn beim letzten Turnier als Junior, den US Open, die ihn bis auf Platz 2 der Doppel-Rangliste führten.
Bei den Profis spielte Koning ab 2001 Turniere auf der ITF Future Tour. Im Doppel erreichte er auf Anhieb ein Finale und konnte sich in der Weltrangliste platzieren. Durch eine Wildcard kam er in ’s-Hertogenbosch zu seinem Debüt auf der ATP Tour, wo er mit van der Valk spielte und in der ersten Runde die an vier gesetzte Paarung aus Michael Hill und Daniel Vacek besiegte, bevor sie in der folgenden Runde David Adams und Andrei Olchowski unterlagen. Das blieb Konings einziger Sieg auf diesem Niveau. Im Einzel platzierte er sich erst 2003 in der Rangliste, 2004 schaffte er es erstmals ins Halbfinale eines Futures; 2005 gewann er den ersten Einzeltitel. Im Doppel hatte er von 2003 bis 2005 schon 6 Titel gewonnen und erste Auftritte auf der ATP Challenger Tour. Das Jahr 2005 beendete er im Einzel auf Rang 404 und im Doppel an Position 358 jeweils am bis dato erfolgreichsten. 2006 fiel er zurück, nachdem er nur ein Einzelfinale und drei Doppeltitel erreicht hatte. 2007 kam zwar nur ein Titel im Doppel hinzu, dafür zog er in Tunis und Shrewsbury zweimal in Folge ins Halbfinale eines Challengers ein; bei letzterem Turnier stand er auch im Viertelfinale des Einzels. In ’s-Hertogenbosch gelang ihm die erfolgreiche Qualifikation fürs Hauptfeld und damit die Einzelpremiere auf der ATP Tour – gegen Tommy Robredo, verlor er dort in zwei Sätzen.
2008 und 2009 wurden die erfolgreichsten Jahre Konings. Er zog 2008 in vier Future-Finals ein, gewann drei davon und spielte in Istanbul und Alphen weitere Viertelfinals. Zudem besiegte er in Dublin mit Mischa Zverev die Nummer 92 der Welt und erstmals einen Spieler der Top 100. 2009 gewann er den fünften Future-Titel im Einzel. Sein bestes Resultat bei einem Challenger gelang ihm in Wolfsburg, wo er im Halbfinale Ruben Bemelmans unterlag. Bei drei der vier Grand-Slam-Turniere spielte er in diesem Jahr die Qualifikation, kam aber nur einmal in die zweite Runde. Im Juni 2009 stand er an seiner persönlichen Spitzenposition von Rang 229. Im Doppel gewann er in diesem Zeitraum fünf weitere Futures, womit er auf 15 Titel insgesamt kam. In zwei Halbfinals zog er auf Challenger-Ebene ein. Sein Karrierehoch im Doppel von Platz 320 erzielte er im August 2008. Ende 2009 beendete er seine aktive Karriere, danach trat er nur noch zweimal bei einem Turnier an.
Nach Ende seiner Profikarriere spielte er noch häufiger auf Vereinsebene Tennis. Von 2006 bis 2009 spielte er in der 2. Tennis-Bundesliga für TV Sparta Nordhorn, 2011 für den TC Raadt. Von 2016 bis 2020 war er in der Ü30-Bundesliga aktiv für den TV Raadt und zuletzt auch für den RTHC Bayer Leverkusen. Zudem arbeitete er auch als Tennistrainer, unter anderem für Igor Sijsling.